# Gheorghe Lixandru
Gheorghe Lixandru (ur. 26 marca 1956 w Bukareszcie) – rumuński bobsleista, uczestnik trzech zimowych igrzysk olimpijskich: w Innsbrucku w 1976, w Lake Placid w 1980, w Sarajewie w 1984.

## Igrzyska olimpijskie
Gheorghe Lixandru uczestniczył w trzech igrzyskach olimpijskich.
Na igrzyskach w Innsbrucku uczestniczył w dwójce z Ion Panțuru, zdobywając 11. miejsce oraz w czwórce w składzie Dragoș Panaitescu-Rapan, Paul Neagu, Costel Ionescu, Gheorghe Lixandru, zajmując 8. lokatę.
Cztery lata później na igrzyskach w Lake Placid uczestniczył również w dwójce  z pilotem Dragoșem Panaitescu-Rapanim, a w czwórce występując dokładnie w tym samym zestawieniu, co w Innsbrucku.
Na igrzyskach w Sarajewie Gheorghe Lixandru wystąpił jedynie w konkurencji czwórek, która w składzie Dorin Degan, Cornel Popescu, Gheorghe Lixandru, Costel Petrariu, zajęła 7. miejsce.